# Abéché
Abéché Csád 4. legnagyobb városa, az ország délkeleti részén lévő Ouaddai prefektúra székhelye, a fővárostól N’Djamenától kb. 650 km-re, félsivatagos területen található. A klimatikus viszonyokat jellemzi, hogy az év 336 napján az átlaghőmérséklet 32 °C felett van.
A lakosság száma 2008-ban meghaladta a 78 000 főt.

## Története
A város a nomád karavánutak találkozási pontja volt, melyből 1845-től a Csád nagy részét uraló Waddai szultanátus székhelye lett. A rabszolga-kereskedelemnek is egyik központja volt a 20. század elejéig. 1909-től 1960-ig a francia gyarmatbirodalom része. A francia csapatok 1909-ben támadták meg a szultanátust és egy garnizont létesítettek Abéchében. A szultánt lemondásra kényszerítették. A város ebben az időben 28000 lakosával Csád legnagyobb településének számított. A pusztító járványok azonban 1919-re a lakosság számát 6000 főre csökkentették. A francia kormány rendeletére 1935-ben visszaállították a szultanátust és a korábbi trónörökös, Muhammed Ouarada lett az új uralkodó. A város 2006 novemberében a polgárháború színterévé vált. Elfoglalták a különféle lázadó csoportok, majd a kormánycsapatok. A 2007.októberében Szudán, Darfúr tartományában kitört háborúskodás nyomán a várostól keletre 12 menekülttábor létesült, ahol 240 000 darfúri menekült tengeti életét. 2003-tól számos nemzetközi szervezet (Nemzetközi Vöröskereszt, UNICEF stb.) nyitott irodát a városban.

## Gazdasági és kulturális élete
A városnak ma is számos piaca van. A vallási életet mind keresztény templomok, mind pedig muszlim mecsetek szolgálják. Gazdasága nevezetes a helyben gyártott gumiarábikumról. Csád három egyeteme közül itt működik az Université Adam Barka d'Abéché. A városban különféle iskolák vannak és kórház is működik. Itt található a Csádi Nemzeti Hadsereg egyik laktanyája is.

## Közlekedés
A város repülőtérrel rendelkezik, ahonnan N’Djamenába közlekednek nappali járatok.